# 南佧乡
南佧乡，旧译南卡乡，原名阿勒波乡，是缅甸掸邦东部第四特区色勒县下辖的一个乡。

## 地理
南佧乡位于色勒县西北部，南接瑙侯乡，东南接色勒乡，东接木尖乡，北与中国云南省相接，西邻佤邦勐波县勐平区，中缅边界206号界碑位于南佧乡境内。

## 行政区划
南佧乡下辖以下村寨：
- 波赫村（ပေါ်ဟေးရွာ）[4]
- 波赫迈村（ပေါ်ဟေးတိုင်ရွာ）[5]
- 阿列波村（အာလဲဘိုရွာ）[6]
- 南肯村（နမ့်ခင်ရွာ）[7]
- 缎买村[8]
- 窝贺村[9]
- 万安村[10]
- 南栋村[11]
- 玛散村[12]
- 莱龙村（လွယ်လုံရွာ）
- 福度村（ဖူတူးရွာ）
- 莫岚村（မော်လားရွာ）
- 南孟迈村

## 民族
南佧乡主要有拉祜族、片族、爱伲族、布朗族。

## 教育
南佧乡境内有波赫学校等乡村学校。